# هرمس ۶۹۲۳۰

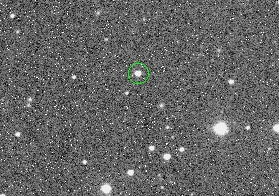
سیارک هرمس 69230

سیارک ۶۹۲۳۰ (به انگلیسی: 69230 Hermes، نامگذاری:1937UB) شصت و نه هزار و دویست و سی‌امین سیارک کشف شده‌است که در ۲۸ اکتبر ۱۹۳۷ و در هایدلبرگ کشف شد.